# Kozia (Chwarzno)
Kozia – część wsi Chwarzno w Polsce, położona w województwie pomorskim, w powiecie kościerskim, w gminie Stara Kiszewa, na południe od Starej Kiszewy i na północnym obrzeżu kompleksu leśnego Borów Tucholskich.
W latach 1975–1998 Kozia położona była w województwie gdańskim.